# Don Siegelman
Donald Eugene "Don" Siegelman, född 24 februari 1946 i Mobile, Alabama, är en amerikansk demokratisk politiker och advokat. Han var guvernör i Alabama 1999–2003. En federal jury fann honom skyldig på flera åtalspunkter, bland annat mutbrott, i juni 2006. Siegelman överklagade domen men fick till sist ingen ny rättegång. Han släpptes från det federala fängelset i Oakdale i Louisiana 2017.
Siegelman avlade 1968 kandidatexamen vid University of Alabama och sedan juristexamen vid Georgetown University. Han studerade dessutom folkrätt vid Oxfords universitet.
Han var viceguvernör i Alabama 1995–1999 och därefter guvernör. Som guvernör startade han läskunnighetsprogrammet Alabama Reading Initiative. Han kandiderade till omval men förlorade i 2002 års guvernörsval mot republikanen Bob Riley.
Han kandiderade 2006 på nytt men förlorade i demokraternas primärval mot viceguvernören Lucy Baxley som sedan förlorade mot Riley i själva guvernörsvalet.
Siegelman är katolik. Hustrun Lori är judisk, liksom parets två barn Dana och Joseph.